# Anna Van Hooft
Anna Van Hooft (* 30. April 1980) ist eine kanadische Schauspielerin und Synchronsprecherin.

## Leben
Van Hooft wurde am 30. April 1980 geboren. Sie wuchs in Calgary, Alberta auf. Sie debütierte 2000 in einer Episode der Fernsehserie Caitlin’s Way. Sie wirkte in den beiden 2003 erschienenen Fernsehfilmen The Incredible und Mrs. Ritchie mit. 2005 sprach sie in 27 Episoden der Zeichentrickserie Trollz den Charakter Onyx Von Trollenberg. 2007 stellte sie in 15 Episoden der Fernsehserie Flash Gordon die Rolle der Prinzessin Aura. Von 2009 bis 2012 wirkte sie in der Fernsehserie Fringe – Grenzfälle des FBI mit. Als Cynthia Chase war sie von 2010 bis 2011 in der Fernsehserie True Justice zu sehen. Nach Episodenrollen in mehreren verschiedenen Fernsehserien war sie 2014 in der wiederkehrenden Rolle der Caroline in der Fernsehserie Witches of East End zu sehen. 2015 mimte sie in zehn Episoden der Fernsehserie Cedar Cove – Das Gesetz des Herzens die Rolle der Linnette Mcafee und war im selben Jahr in mehreren Fernsehfilmproduktionen, darunter Asteroid – Zerstörung aus dem All zu sehen. 2016 spielte sie im Blockbuster Warcraft: The Beginning als Aloman mit. 2018 stellte sie in drei Episoden der Fernsehserie Altered Carbon – Das Unsterblichkeitsprogramm die Rolle der Clarissa Severin dar.

## Filmografie (Auswahl)
- 2000: Caitlin’s Way (Fernsehserie, Episode 1x19)
- 2003: The Incredible Mrs. Ritchie (Fernsehfilm)
- 2003: Hollywood Wives: The New Generation (Fernsehfilm)
- 2006: CSI: Vegas (CSI: Crime Scene Investigation, Fernsehserie, Episode 6x17)
- 2006: The Wicker Man
- 2007: Flash Gordon (Fernsehserie, 15 Episoden)
- 2009–2012: Fringe – Grenzfälle des FBI (Fringe, Fernsehserie, 4 Episoden)
- 2010–2011: True Justice (Fernsehserie, 3 Episoden)
- 2011: Human Target (Fernsehserie, Episode 2x07)
- 2012: Halloweenies (Kurzfilm)
- 2013: Emily Owens (Emily Owens M.D., Fernsehserie, Episode 1x08)
- 2013: Supernatural (Fernsehserie, Episode 8x16)
- 2013: Arrow (Fernsehserie, Episode 1x18)
- 2014: Witches of East End (Fernsehserie, 3 Episoden)
- 2014: Intruders – Die Eindringlinge (Intruders, Fernsehserie, Episode 1x08)
- 2015: Ein Bräutigam zu viel (Fernsehfilm)
- 2015: Real Murders: An Aurora Teagarden Mystery (Fernsehfilm)
- 2015: Asteroid – Zerstörung aus dem All (Meteor Assault, Fernsehfilm)
- 2015: Cedar Cove – Das Gesetz des Herzens (Cedar Cove, Fernsehserie, 10 Episoden)
- 2015: 'Tis the Season for Love (Fernsehfilm)
- 2015: A Gift Wrapped Christmas (Fernsehfilm)
- 2016: Warcraft: The Beginning (Warcraft)
- 2017: Love at First Bark (Fernsehfilm)
- 2017: The Marine 5: Battleground
- 2017: The Perfect Bride (Fernsehfilm)
- 2017: My Baby Gone (Fernsehfilm)
- 2017: Crash Pad
- 2018: Mortal Mishaps (Fernsehfilm)
- 2018: Altered Carbon – Das Unsterblichkeitsprogramm (Altered Carbon, Fernsehserie, 3 Episoden)
- 2018: Love, Once and Always (Fernsehfilm)
- 2018: Life Sentence (Fernsehserie, 2 Episoden)
- 2018: Murder on the Menu (Fernsehfilm)
- 2018: Til Ex Do Us Part
- 2019: A Murder in Mind (Fernsehfilm)
- 2019: The Murders (Fernsehserie, Episode 1x04)
- 2019: Countdown to Murder (Fernsehfilm)
- 2019: Riverdale (Fernsehserie, Episode 3x19)
- 2019: Death by Design (Fernsehfilm)
- 2019: Two/One
- 2019: Noelle
- 2019: A Christmas Miracle (Fernsehfilm)
- 2019: Sinn, Sinnlichkeit und ein Schneemann (Sense, Sensibility & Snowmen, Fernsehfilm)
- 2019: Holiday Date (Fernsehfilm)
- 2020: Supergirl (Fernsehserie, Episode 5x15)
- 2022: Big Lies in a Small Town (Fernsehfilm)
- 2022: #Xmas (Fernsehfilm)
- 2024: Superman & Lois (Fernsehserie, Episode 4x08)

## Synchronisationen (Auswahl)
- 2005: Trollz (Zeichentrickserie, 27 Episoden)
- 2018: Doragaria rosuto (Videospiel)